# Zinal
Zinal is een Zwitsers bergdorpje met ongeveer 700 inwoners. Het is gelegen op 1678 meter hoogte aan het einde van de Val d'Anniviers (Duits: Eifischtal). Deze vallei uit het westelijke deel van het kanton Wallis (Frans: Valais) vormt een zuidelijk dwarsdal van de Rhônevallei en eindigt op de grens met Italië.

## Toerisme

### Alpinisme
Zinal is zeer bekend bij alpinisten, omdat het een ideale uitvalsbasis is voor zwaardere bergtochten. De Weisshorn, Dent Blanche, Bishorn, Zinalrothorn en Besso bevinden zich in de nabijheid, evenals de Zinalgletsjer. Ook de Christelijke Mutualiteit heeft er een hotel (via Intersoc).

### Skigebied
Ook als skioord is Zinal zeer geschikt. De kabelbaan naar de Sorebois brengt je bij talrijke uitzichtpunten, waaronder de stuwdam en het stuwmeer van Moiry.

### Sport
Er wordt elk jaar op de tweede zondag van augustus een loopcross, ofwel trail-run, genaamd Sierre-Zinal, gehouden. Deze cross, waarvan de aankomst in Zinal ligt, wordt al sinds 1974 georganiseerd.
In de volksmond wordt deze cross ook weleens 'Les cinq 4000' genoemd. Hiermee worden de vijf bergtoppen die hoger dan 4000 meter gelegen zijn, bedoeld.

## Galerij

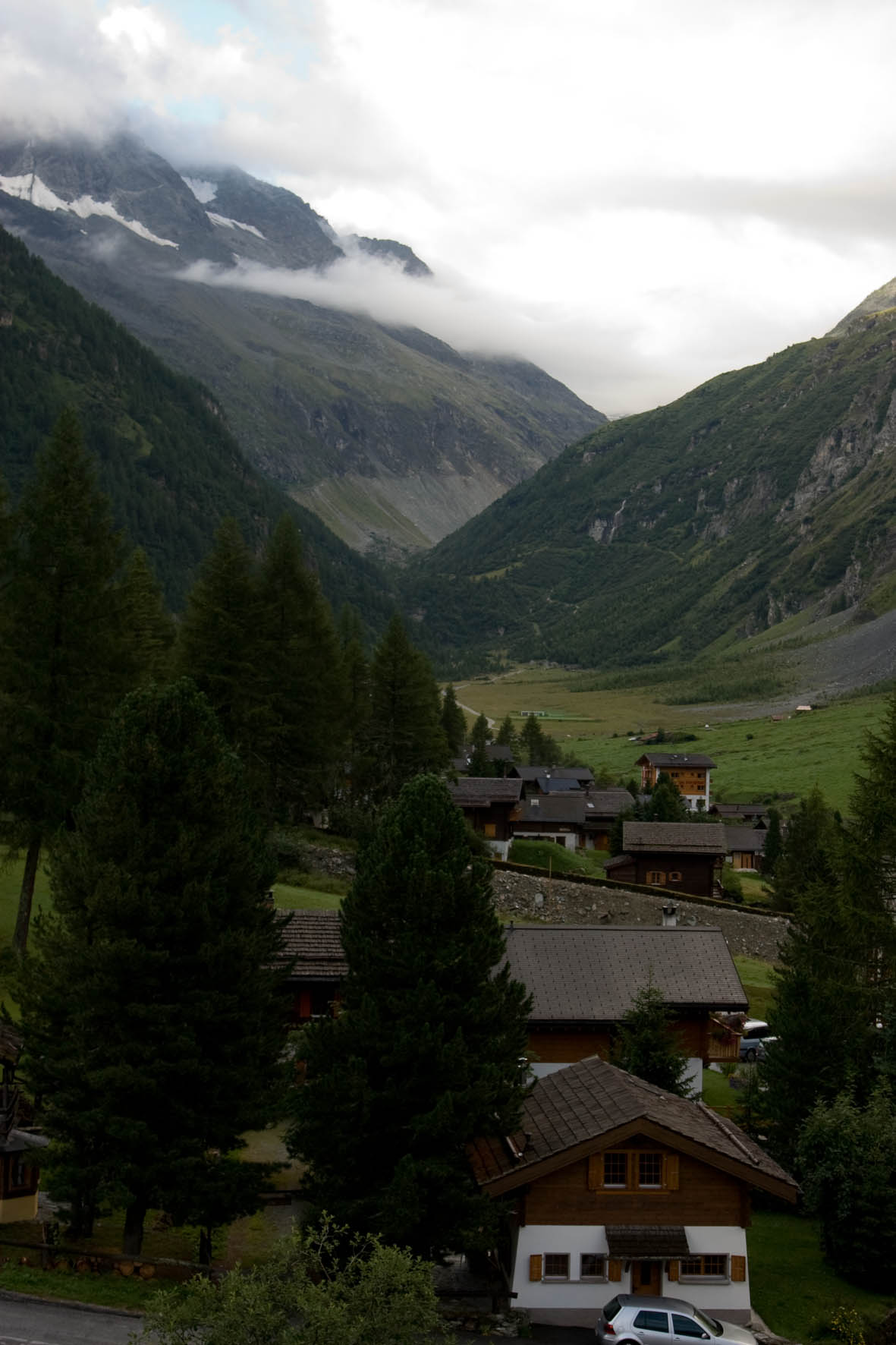
Zinal
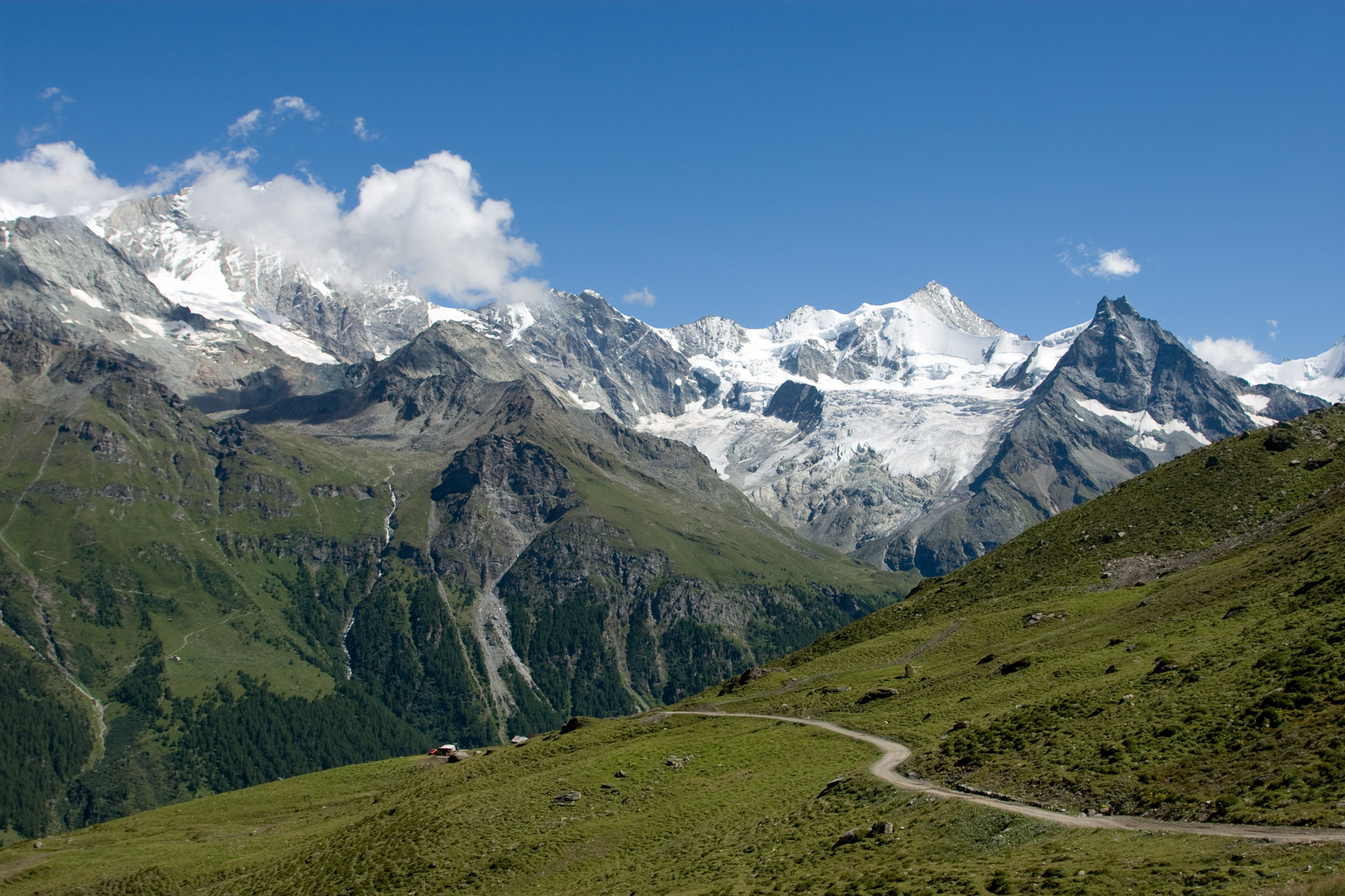
Berglandschap rondom Zinal vanop de Singline (rode skipiste)
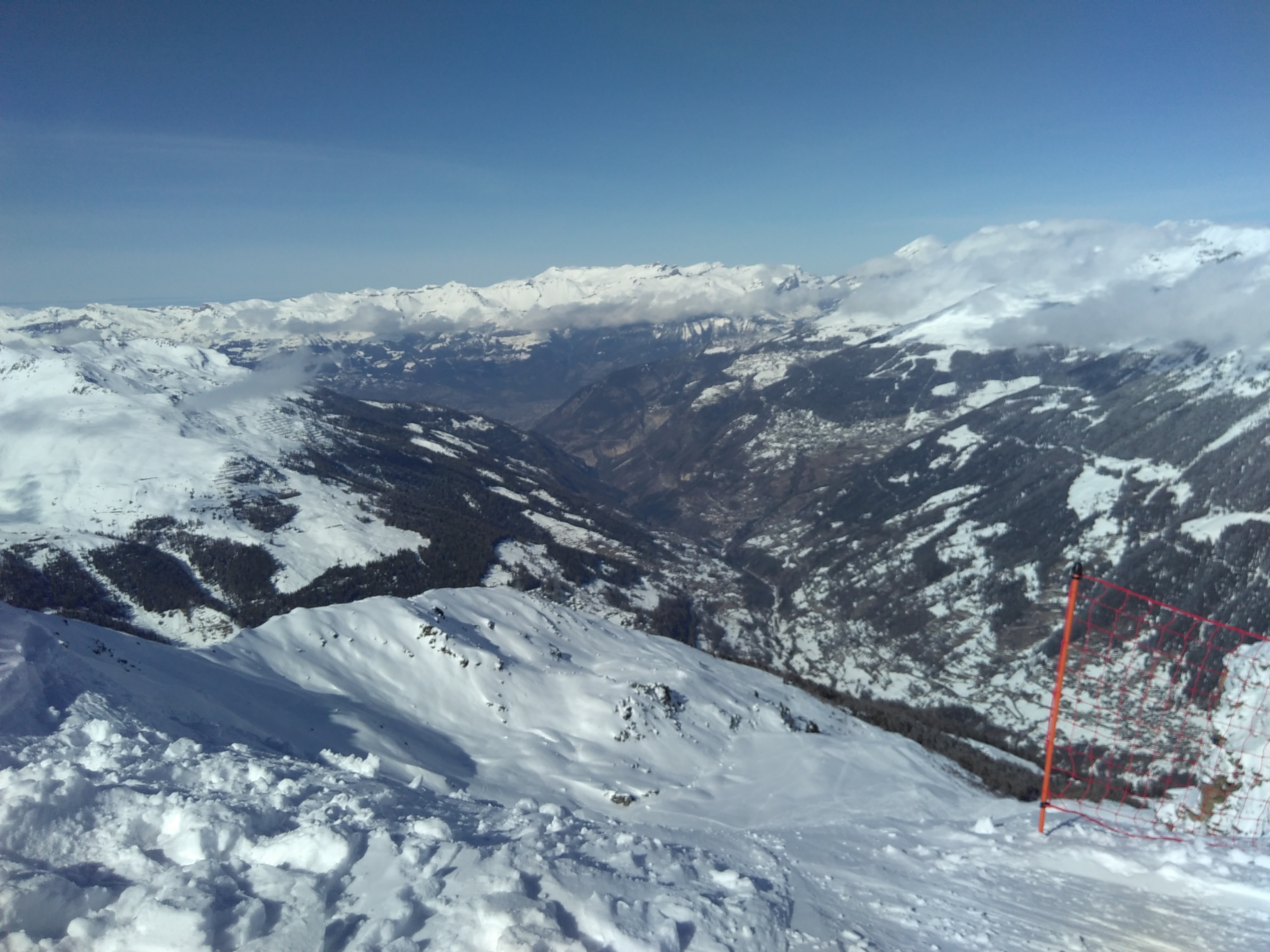
Zicht vanaf de skipistes in Zinal, Switzerland